# As-Sahwa
As-Sahwa (arab. السهوة) – miejscowość w Syrii, w muhafazie Dara. W 2004 roku liczyła 3950 mieszkańców.